# 細帶環蛺蝶
細帶環蛺蝶（学名：Neptis nata），又名娜環蛺蝶、臺灣三線蝶、台灣三線蝶。是一種蛺蝶科的蝴蝶，分佈南亞及東南亞。

## 描述
本種為中型蛺蝶，略具雌雄二型性。體背黑褐色，有金屬光澤，腹側白色。
雄蝶頭黑褐，觸角末端膨大具溝槽，口器褐色，下唇鬚白色、背面黑褐。胸背褐色帶光澤，腹面白、有褐色斜帶。足白色，末端泛褐；前足跗節癒合呈針狀並披毛。腹背褐色，腹面白色。
前翅長23-33 mm，寬大近三角形，後翅橢圓至扇形，外緣略鋸齒狀。翅背面底色黑褐，具明顯白紋：
前翅中室有截斷狀白條，外側具白色眉形紋；中央白斑彎曲排列，M3室白斑特小；亞外緣有一列白點。
後翅有兩條白帶，內側較粗且直，外側為白色斑列，兩者間及亞外緣另有模糊白線紋，外側常中斷；翅脈處呈切割感。
翅腹面為暗褐色，白紋位置與背面相似但更明顯，亞外緣有兩條細白帶，一為連續線、一為虛線。後翅基部具兩條白色細紋，後者較淡。
雄蝶後翅背面前緣具銀灰色性標，白斑通常較細小；雌蝶無性標，白紋則較明顯，前足跗節分節、有爪無毛。緣毛黑白相間。

## 分佈
分布於喜馬拉雅地區、印度、中南半島、巽他地區與小巽他群島，以及華西至華南和臺灣；臺灣則分布於本島低至中海拔地區。

## 棲地
在臺灣地區廣泛分佈於平地到中海拔山區，偏好出現於有遮蔽的環境，如林道、林緣、公園、溪澗旁等，喜好訪花、吸水。
幼蟲以多種闊葉樹葉片為食，包括大麻科之山黃麻、銳葉山黃麻、石朴、朴樹、糙葉樹；葉下珠科之刺杜密；豆科之印度紫檀、印度黃檀、水黃皮、菊花木、大葛藤、山葛；唇形科之杜虹花；使君子科之使君子；蕁麻科之苧麻；錦葵科之臺灣梭羅樹等。

## 外部連結
- 维基共享资源上的相關多媒體資源：細帶環蛺蝶